# David Penalva
David Penalva (ur. 26 stycznia 1980) – portugalski rugbysta grający na pozycji wspieracza, reprezentant kraju, uczestnik Pucharu Świata 2007.
Podczas kariery sportowej związany był z klubami Blagnac SCR, FC Auch Gers, Stade niçois, US Montauban i RC Narbonne.
W reprezentacji Portugalii występował od 2002 i do marca 2012 roku rozegrał łącznie 35 spotkań zdobywając 5 punktów. W 2007 roku został powołany na Puchar Świata, na którym wystąpił we wszystkich czterech meczach swojej drużyny.